# Bugio
Bugio is een onbewoond eiland in de Atlantische Oceaan, behorend tot de Ilhas Desertas, het zuidoosten van Madeira, Portugal. Het eiland is erg hoog, rotsachtig en heeft geen water(bron). Hierdoor lukte het de Portugezen ook niet om het eiland te koloniseren. Het fragiele ecosysteem bestaat voornamelijk uit vogels en reptielen.
Op de zuidpunt van het eiland staat de vuurtoren Farol da Ponta da Agulha.

locatie van Ilha do Bugio
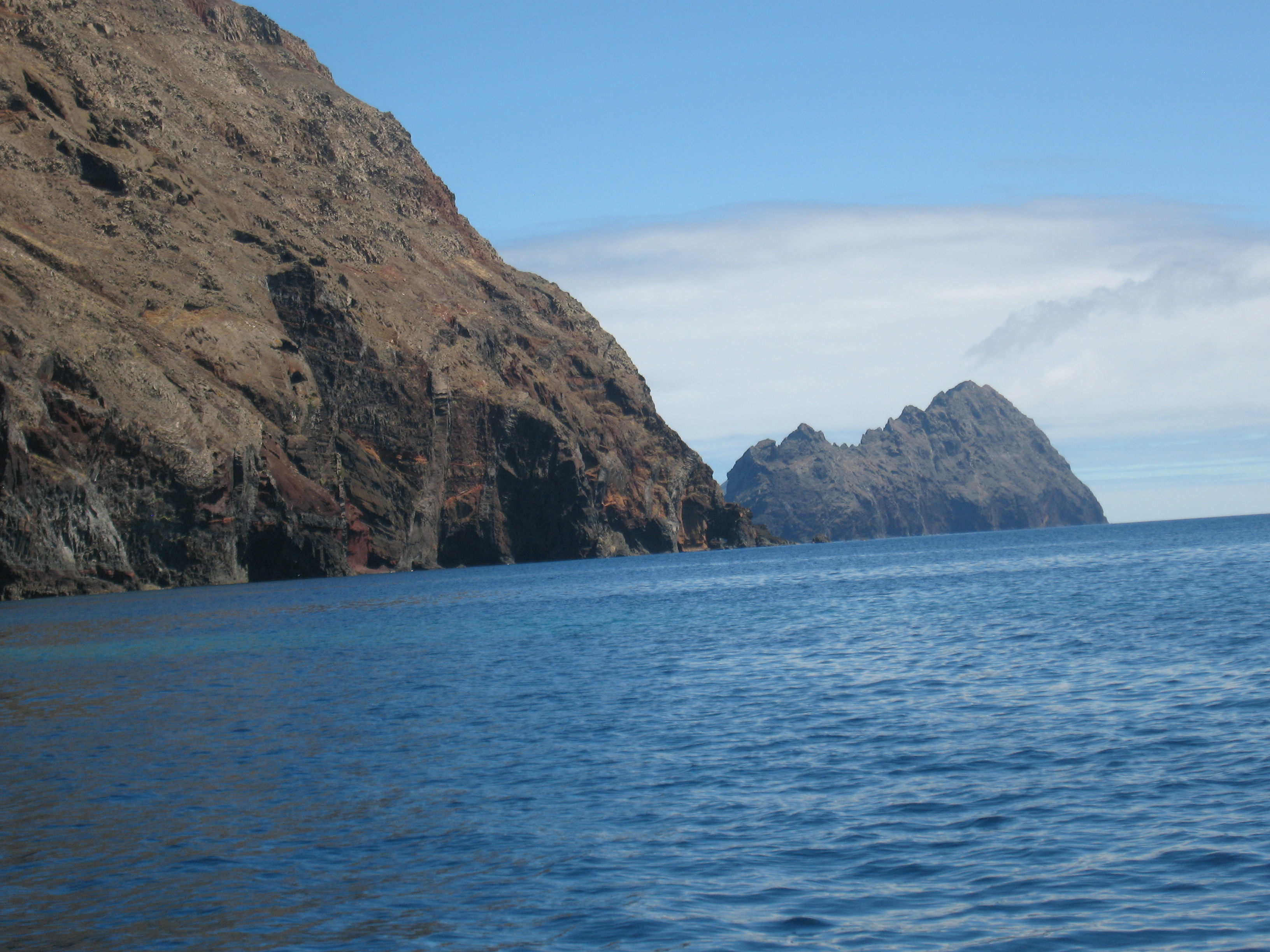
Bugio - zuidelijke eiland